# Горы Бутана

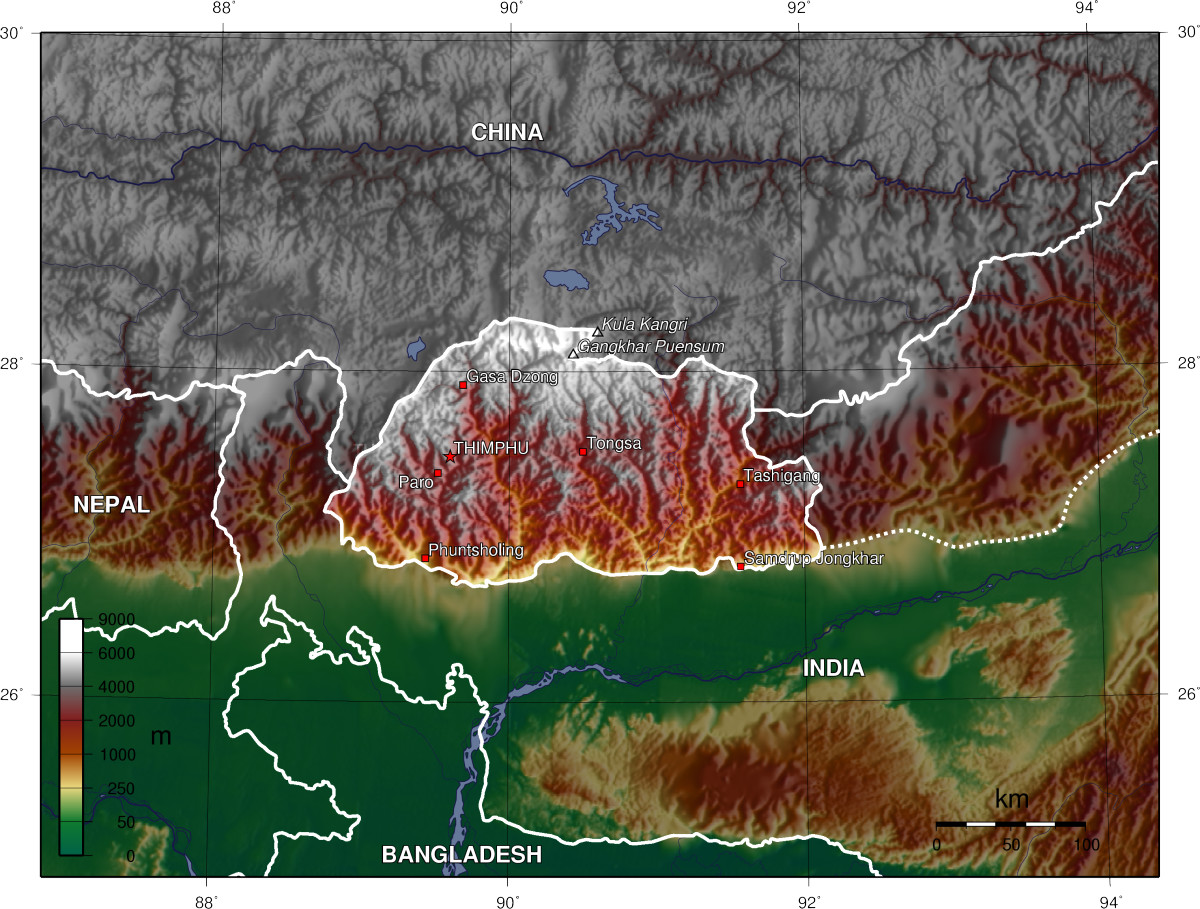

Горы Бутана — одна из главных достопримечательностей этой страны. Королевство Бутан, расположенное в южной части Восточных Гималаев, является одной из самых пересечённых местностей в мире: высота над уровнем моря в Бутане меняется от 160 до более чем 7000 метров; кое-где такой перепад высот обнаруживается на расстоянии менее 100 км.
Высочайшие вершины Бутана — Кула-Кангри (по разным данным, 7538-7554 м н.у.м.), Канкар-Пунсум (7541-7570 м н.у.м.) и Джомолхари (7000-7314 м н.у.м.); вопрос о том, какая из них является наивысшей точкой на территории Бутана, окончательно не решён из-за нечёткой демаркации бутано-китайской границы и различий в измерениях высоты, сделанных бутанскими и китайскими экспедициями. Кроме этих гор, в Бутане имеется ещё девятнадцать вершин-семитысячников.
Бутанское высокогорье отличается суровым климатом: на высоких пиках круглый год лежит снег, а на более низких горах и в обтесанных ущельях почти всё время дует сильный ветер, отчего ущелья уподобляются аэродинамическим трубам. Высокогорный ландшафт представляет собой каменистую пустыню, бесплодную и коричневую летом, обледенелую зимой. Снежные бури, зародившиеся в горах на севере Бутана, часто движутся на юг и приходят на нагорья в центральной части страны.
Выделяют три основные географические зоны: Великие Гималаи (англ. Great Himalaya; они же Большие Гималаи или просто Гималаи), Нижняя Гималайская гряда (она же Внутренние Гималаи (англ. Inner Himalaya)) и Субгималайская гряда (англ. Sub-Himalayan Range).
Заснеженные Великие Гималаи расположены в северных областях Бутана на высотах от примерно 5500 до более чем 7500 метров над уровнем моря; по ним проходит государственная граница Бутана и Китая и тянутся цепи бутанских горных ледников; на больших высотах климат арктический. Ледники питают реки, стекающие в многочисленные альпийские долины и орошающие луга и пастбища, на которых пасут животных немногочисленные чабаны.
Отрожистые гряды Нижних Гималаев, чья высота над уровнем моря составляет от 1500 до 5500 метров, пролегают с северо-запада на юго-восток (в западной части Бутана) и с северо-востока на юго-запад в восточном Бутане. Этот горный регион является экономическим и культурным центром королевства, и в нём расположено большинство дзонгов.
Холмистый ландшафт Субгималайской гряды, расположенной ниже 1500 м н.у.м., заметно отличается от других географических зон. Ещё ниже, у границы с Индией, расположены дуары.
Скалы в низкогорье сложены, в основном, из крупнозернистых гранитов и песчаников, а в высокогорье — из гнейсов и слюдяных сланцев. Во многих районах найдены богатые залежи известняков.
Горные массивы разрезаны долинами множества бутанских рек, которые наполняются водой от тающих ледников и муссонных дождей. Большая часть населения Бутана проживает в долинах и низинах, разделённых труднопроходимыми отрогами Внутренних Гималаев. И даже сейчас, несмотря на то, что транспорт в Бутане развивается и модернизируется, строятся новые автострады — путешествие из одной долины в другую, даже соседнюю, может быть затруднительным.
В центральной части Бутана Чёрные горы образуют водораздел между двумя основными речными бассейнами: реки Мо-Чу (приток Санкоша) и реки Дрангме-Чу (она же Манас; приток Брахмапутры). К востоку от Черных гор лежат Западные долины. Центральные долины с востока ограничены хребтом Донга. Изолированные горные долины защищают несколько крошечных, самобытных культурных и языковых групп.
Королевство Бутан контролирует несколько стратегически важных горных перевалов в Гималаях, в том числе перевалы, через которые идут пути из Тибета в Ассам. На протяжении столетий эти пути были единственными дорогами в королевстве, проводящем политику изоляционизма, за что Бутан стали называть «горной крепостью Богов». Британцы, пытавшиеся колонизировать Бутан и объявлявшие его своим протекторатом, оккупировали только низины, а до высокогорных районов так и не дошли.

## Большие Гималаи
Большие Гималаи занимают большую часть севера Бутана; там, в дзонгхагах Хаа, Паро, Вангди-Пходранг, Гаса, Бумтанг, Лхунце и Тхимпху, расположены самые высокие из бутанских гор, в том числе семитысячники. Самой высокой точкой на территории Бутана чаще всего считают вершину горы Канкар-Пунсум (7570 м н.у.м.), претендующую на звание самой высокой из до сих пор не покорённых вершин. Впрочем, вершина Канкар-Пунсум, так же как и Кула-Кангри, и Тонгшанджиабу, находится на территории, спорной между Бутаном и Китаем. По мнению бутанских властей, эти пики находятся на территории дзонгхага Гаса. В том же дзонгхаге находятся и другие высокие пики Больших Гималаев, например, Джитчу Дрэйк (англ. Jitchu Drake).
В этой части Гималаев располагается большая часть ледников и ледниковых озёр Бутана. А всего на территории страны находится 677 горных ледников и 2674 озера. В 25 озёрах существует угроза йоукюльхлёйпа. Большинство ледников Бутана — долинные или нагорные, но есть также островные шельфовые (англ. ice apron) и нишевые ледники (англ. niche glacier). Некоторые ледниковые озёра, например Торторми в гевоге Лунана, являются не цельными водными объектами, а множествами ледниковых прудов (англ. supraglacial ponds).

## Нижняя Гималайская гряда
Нижняя Гималайская гряда (англ. Lower Himalayan Range), она же Нижегималайская гряда и Внутренние Гималаи (англ. Inner Himalaya) — южный отрог Больших Гималаев, занимающий большую часть центра Бутана. Хребет Донгкья и долина Чумби отделяют Бутан от Тибета и Сиккима. Чёрные горы образуют водораздел между двумя основными речными бассейнами: реки Мо-Чу (приток Санкоша) и реки Дрангме-Чу (она же Манас; приток Брахмапутры). Вершины Чёрных гор достигают высоты 1500—2700 метров над уровнем моря.
А восточный Бутан разделён другим южным отрогом Гималаев — хребтом Донга со множеством ущелий с крутыми склонами.
В отличие от Больших Гималаев, во Внутренних Гималаях нет ледников, хотя некоторые вершины и верхние части склонов покрыты ледниковыми моренами.

### Хребет Донгкья
Хребет Донгкья (англ. Dongkya Range), он же Чола (Chola), располагается на территориях трёх государств: Бутана, Индии (штат Сикким) и КНР (Тибетский автономный район), и на юге доходит до Западной Бенгалии (как хребет Сингалила (англ. Singalila Ridge)). Один из отрогов хребта Донгкья, который идёт от горы Джомолхари на юг, образует тройной водораздел между бассейнами рек Тиста, Торса и Райдак.
К западу от него лежит долина Тхимпху, ограниченная другим отрогом Внутренних Гималаев. Но из этой долины есть автострада в город Пунакха через перевал Дочу-ла (3140 м н.у.м.). Ещё один гималайский отрог образует водораздел между бассейнами рек Райдак и Санкош.:119, 134–5

### Чёрные горы
Бутанские Чёрные горы расположены к востоку от реки Санкош, на полпути между Пунакхой и Тронгсой. Они отделяют центральный Бутан, известный разнообразием проживающих там народов и их языков, от густонаселённого восточного Бутана.:119, 181. Отроги Чёрных гор идут в юго-западном и юго-восточном направлениях, достигая дзонгхага Тронгса. Перевал Пеле-ла (3350 м н.у.м.) был и остаётся важнейшим горным перевалом в Чёрных горах:84, 90, 152, 160–1.
В прошлом (а во многих местах и теперь) хребты Чёрных гор были труднопроходимыми, и люди, жившие в разных долинах, оказывались достаточно изолированными друг от друга. Это породило большое этническое и лингвистическое разнообразие среди населения Бутана:181. Три самостоятельных языка зародились здесь: лакханский (англ. Lakha), ньенский и олекханский (англ. 'Olekha); эти языки относятся к двум разным языковым группам: тибетской и восточно-бодской.
Между Тронгсой и Джакаром расположен ещё один горный хребет, который можно пересечь по перевалу Юто-ла (он же Ётонг-ла). А ещё дальше на восток — между Джакаром и долиной реки Куру-Чу встречается ещё один хребет с перевалом Ура-ла (3600 м н.у.м.), за которым начинается гевог Ура.:84

### Хребет Донга
Крутой Хребет Донга (англ. Donga Range) расположен на границе дзонгхагов Бумтанг и Лхунце и образует водораздел между бассейнами рек Райдак и Манас. Северо-восточная часть Хребта Донга известна под названием Курто (Kurtoe) (современный гевог Курто, ранее — провинция Куртед). Единственная автомобильная дорога через этот хребет проходит через перевал Тхрумшинг-ла (он же перевал Донга), находящийся на высоте 3787 метров над уровнем моря. Расположенный севернее крутой перевал Роданг-ла (Rodang La) непригоден для движения моторизованного транспорта. К югу от Тхрумшинг-ла расположены ещё несколько горных перевалов, включая Тхебонг-ла (Thebong La), они используются в основном пастухами.:84 At 20,965 фута (6,4 м), a major peak stands over Thrumshing La.
На восток ответвляется ещё один горный отрог, разделяющий долины Лхунце (Lhuentse) и Трашиянгзе (Trashiyangse):84.

### Хребет Таванг
Хребет Таванг (англ. Tawang Range), он же Коллонг (Kollong) расположен на восточной границе Бутана, и тянется от Тибета до северо-восточной части индийского штата Аруначал-Прадеш.